# Laurens (Carolina del Sud)
Laurens és una població dels Estats Units a l'estat de Carolina del Sud. Segons el cens del 2000 tenia 9.916 habitants.

## Demografia
Segons el cens del 2000, Laurens tenia 9.916 habitants, 3.952 habitatges i 2.596 famílies. La densitat de població era de 361,5 habitants/km².
Dels 3.952 habitatges en un 30% hi vivien nens de menys de 18 anys, en un 38% hi vivien parelles casades, en un 23,4% dones solteres, i en un 34,3% no eren unitats familiars. En el 31,3% dels habitatges hi vivien persones soles el 14,3% de les quals corresponia a persones de 65 anys o més que vivien soles. El nombre mitjà de persones vivint en cada habitatge era de 2,38 i el nombre mitjà de persones que vivien en cada família era de 2,97.
Per edats la població es repartia de la següent manera: un 25% tenia menys de 18 anys, un 8,4% entre 18 i 24, un 25,2% entre 25 i 44, un 21,7% de 45 a 60 i un 19,7% 65 anys o més.
L'edat mediana era de 38 anys. Per cada 100 dones de 18 o més anys hi havia 74 homes.
La renda mediana per habitatge era de 28.756$ i la renda mediana per família de 36.656$. Els homes tenien una renda mediana de 28.149$ mentre que les dones 21.883$. La renda per capita de la població era de 14.582$. Entorn del 12,9% de les famílies i el 17,7% de la població estaven per davall del llindar de pobresa.

## Poblacions més properes
El següent diagrama mostra les poblacions més properes.